# Distretto di Saimbeyli
Il distretto di Saimbeyli (in turco: Saimbeyli ilçesi) è un distretto della Turchia nella Provincia di Adana con 16.630 abitanti (dato 2012)
Il capoluogo è la città di Saimbeyli.

## Geografia antropica

### Suddivisioni amministrative
Il distretto è suddiviso in 1 comune (Belediye) e 25 villaggi (Köy)